# Ђавоље мердевине
„Ђавоље мердевине” је југословенска телевизијска серија снимљена 1975. године у продукцији Телевизије Београд.

## Епизоде
| Сезона | Епизода | Назив                    | Датум          |
| ------ | ------- | ------------------------ | -------------- |
| 1      | 1       | Село на крај света       | 8. јуна 1975.  |
| 1      | 2       | Незвани гост             | 15. јуна 1975. |
| 1      | 3       | Мама је постала сервирка | 21. јуна 1975. |
| 1      | 4       | Голе руке                | 29. јуна 1975. |
| 1      | 5       | Празник                  | 6. јула 1975.  |
| 1      | 6       | Кренуло је               | 13. јула 1975. |
| 1      | 7       | Лете године              | 20. јула 1975. |
| 1      | 8       | Мала Вука                | 27. јула 1975. |
| 1      | 9       | Ти знаш твоју мајку      | 3. јула 1975.  |
| 1      | 10      | Никад није касно         | 10. јула 1975. |
| 1      | 11      | Хтети и умети            | 17. јула 1975. |
| 1      | 12      | Путеви се разилазе       | 24. јула 1975. |
| 1      | 13      | Крај или почетак         | 31. јула 1975. |

## Улоге
| Глумац                   | Улога                        |
| ------------------------ | ---------------------------- |
| Аленка Ранчић            | Рада (13 еп. 1975)           |
| Радмила Савићевић        | Каја (13 еп. 1975)           |
| Вера Чукић               | Рајка (13 еп. 1975)          |
| Оља Грастић              | Вука (13 еп. 1975)           |
| Нада Блам                | Милка (13 еп. 1975)          |
| Ђурђија Цветић           | (13 еп. 1975)                |
| Павле Вуисић             | Ћира (11 еп. 1975)           |
| Адем Чејван              | Вук Матић брка (11 еп. 1975) |
| Љерка Драженовић         | (11 еп. 1975)                |
| Дијана Шпорчић           | Булка (11 еп. 1975)          |
| Славица Ђилас            | (10 еп. 1975)                |
| Драгица Лукић            | (10 еп. 1975)                |
| Даница Мирковић          | (10 еп. 1975)                |
| Љиљана Ђоковић           | (9 еп. 1975)                 |
| Стојан Столе Аранђеловић | Јован Ћеран (7 еп. 1975)     |
| Александар Бакочевић     | (7 еп. 1975)                 |
| Светислав Гонцић         | Млађа (7 еп. 1975)           |
| Ђорђе Јелисић            | Радин муж (6 еп. 1975)       |
| Саша Кузмановић          | (6 еп. 1975)                 |

 Остале улоге  ▼
| Глумац                    | Улога                           |
| ------------------------- | ------------------------------- |
| Живојин Жика Миленковић   | Булат (5 еп. 1975)              |
| Томанија Ђуричко          | (4 еп. 1975)                    |
| Драгомир Фелба            | (4 еп. 1975)                    |
| Ђорђе Јовановић           | (4 еп. 1975)                    |
| Ранко Ковачевић           | Јеленко (4 еп. 1975)            |
| Рамиз Секић               | (4 еп. 1975)                    |
| Радош Бајић               | (3 еп. 1975)                    |
| Зорица Јовановић          | (3 еп. 1975)                    |
| Власта Климечки           | (3 еп. 1975)                    |
| Милка Лукић               | Тотићева жена (3 еп. 1975)      |
| Божидар Павићевић Лонга   | Тома (3 еп. 1975)               |
| Анђелка Ристић            | (3 еп. 1975)                    |
| Ратко Сарић               | (3 еп. 1975)                    |
| Боро Стјепановић          | (3 еп. 1975)                    |
| Жижа Стојановић           | (3 еп. 1975)                    |
| Душан Тадић               | (3 еп. 1975)                    |
| Љиљана Танасковић         | (3 еп. 1975)                    |
| Љубинка Бобић             | Стара (2 еп. 1975)              |
| Бранко Будановић          | (2 еп. 1975)                    |
| Мирко Буловић             | (2 еп. 1975)                    |
| Јелена Чворовић           | (2 еп. 1975)                    |
| Богдан Јакуш              | (2 еп. 1975)                    |
| Соња Јауковић             | (2 еп. 1975)                    |
| Петар Лупа                | (2 еп. 1975)                    |
| Мирјана Марић             | (2 еп. 1975)                    |
| Мирослава Николић         | (2 еп. 1975)                    |
| Столе Новаковић           | Директор комбината (2 еп. 1975) |
| Бранка Петрић             | (2 еп. 1975)                    |
| Драгољуб Петровић         | (2 еп. 1975)                    |
| Радомир Поповић           | (2 еп. 1975)                    |
| Драгослав Радоичић Бели   | (2 еп. 1975)                    |
| Божидар Стошић            | Травка (2 еп. 1975)             |
| Јелица Теслић             | Сервирка у мензи (2 еп. 1975)   |
| Јанез Врховец             | Гинеколог Балтић (2 еп. 1975)   |
| Душан Вујновић            | Милиционер (2 еп. 1975)         |
| Слободан Алексић          | (1 еп. 1975)                    |
| Руди Алвађ                | (1 еп. 1975)                    |
| Жарко Бајић               | (1 еп. 1975)                    |
| Иван Бекјарев             | (1 еп. 1975)                    |
| Душан Булајић             | (1 еп. 1975)                    |
| Љубомир Ћипранић          | (1 еп. 1975)                    |
| Драгомир Чумић            | Поштар (1 еп. 1975)             |
| Бранко Цвејић             | Марић (1 еп. 1975)              |
| Мирко Даутовић            | (1 еп. 1975)                    |
| Мирко Ђерић               | (1 еп. 1975)                    |
| Иван Ђурђевић             | (1 еп. 1975)                    |
| Александар Ђурић          | (1 еп. 1975)                    |
| Милан Ерак                | (1 еп. 1975)                    |
| Ранко Гучевац             | (1 еп. 1975)                    |
| Радмила Гутеша            | Докторка (1 еп. 1975)           |
| Милан Јелић               | Тотић (1 еп. 1975)              |
| Звонко Јовчић             | (1 еп. 1975)                    |
| Растислав Јовић           | (1 еп. 1975)                    |
| Војин Кајганић            | (1 еп. 1975)                    |
| Радослав Којчиновић       | (1 еп. 1975)                    |
| Слободан Колаковић        | (1 еп. 1975)                    |
| Гордана Косановић         | (1 еп. 1975)                    |
| Михајло Костић Пљака      | (1 еп. 1975)                    |
| Мирољуб Лешо              | (1 еп. 1975)                    |
| Вељко Маринковић          | (1 еп. 1975)                    |
| Бранислав Цига Миленковић | (1 еп. 1975)                    |
| Никола Милић              | (1 еп. 1975)                    |
| Предраг Милинковић        | (1 еп. 1975)                    |
| Мило Мирановић            | Каравирац (1 еп. 1975)          |
| Живојин Ненадовић         | (1 еп. 1975)                    |
| Бранко Обрадовић          | (1 еп. 1975)                    |
| Васа Пантелић             | (1 еп. 1975)                    |
| Светислав Павловић        | (1 еп. 1975)                    |
| Богољуб Петровић          | Моравац (1 еп. 1975)            |
| Светлана Поповић          | (1 еп. 1975)                    |
| Миодраг Поповић Деба      | (1 еп. 1975)                    |
| Ђорђе Пура                | (1 еп. 1975)                    |
| Мирко Симић               | (1 еп. 1975)                    |
| Радомир Шобота            | (1 еп. 1975)                    |
| Милорад Спасојевић        | (1 еп. 1975)                    |
| Бранко Стефановић         | (1 еп. 1975)                    |
| Јосиф Татић               | Кљакић (1 еп. 1975)             |
| Јелена Трајковић          | (1 еп. 1975)                    |
| Власта Велисављевић       | (1 еп. 1975)                    |
| Еуген Вербер              | (1 еп. 1975)                    |
| Михајло Викторовић        | Менаџер (1 еп. 1975)            |
| Милорад Миша Волић        | Станодавац (1 еп. 1975)         |
| Миља Вујановић            | (1 еп. 1975)                    |
| Душан Вуисић              | (1 еп. 1975)                    |
| Весна Вујисић             | (1 еп. 1975)                    |
| Видоје Вујовић            | (1 еп. 1975)                    |
| Надежда Вукићевић         | (1 еп. 1975)                    |
| Гизела Вуковић            | (1 еп. 1975)                    |
| Владан Живковић           | (1 еп. 1975)                    |
| Небојша Бакочевић         | (непознат број епизода)         |
| Татјана Миловановић       | (непознат број епизода)         |
| Драгослав Радојчић        | (непознат број епизода)         |
| Јелена Радовић            | (непознат број епизода)         |

Комплетна ТВ екипа  ▼
| Редитељ              | Владан Слијепчевић  | (13 еп. 1975)                                   |
| Сценариста           | Гордан Михић        | (13 еп. 1975)                                   |
| Композитор           | Илија Генић         | (непознат број епизода)                         |
| Директор фотографије | Ђорђе Николић       | (13 еп. 1975)                                   |
| Mонтажер             | Бојана Субота       | (13 еп. 1975)                                   |
| Сценограф            | Драгољуб Лазаревић  | (13 еп. 1975)                                   |
| Уметнички директор   | Ђуро Термачић       | (непознат број епизода)                         |
| Костимограф          | Јелисавета Гобецки  | (13 еп. 1975)                                   |
| Одсек за шминку      | Љиљана Обрадовић    | асистент шминкера (непознат број епизода)       |
| Одсек за шминку      | Мирјана Рашић       | шминкерка (непознат број епизода)               |
| Помоћник режије      | Владимир Басара     | први помоћник редитеља (13 еп. 1975)            |
| Помоћник режије      | Дарко Глад          | други помоћник редитеља (непознат број епизода) |
| Одсек за костим      | Гордана Анђелковић  | асистент костимграфа (13 еп. 1975)              |
| Одсек за монтажу     | Ратиборка Ћерамилац | асистент монтажера (непознат број епизода)      |
| Музички одсек        | Илија Генић         | диригент (непознат број епизода)                |
| Музички одсек        | Михајло Мелес       | музички сарадник (непознат број епизода)        |
| Остала екипа         | Стефанија Хрускар   | секретар режије(13 еп. 1975)                    |